# 索特潘斯山脈

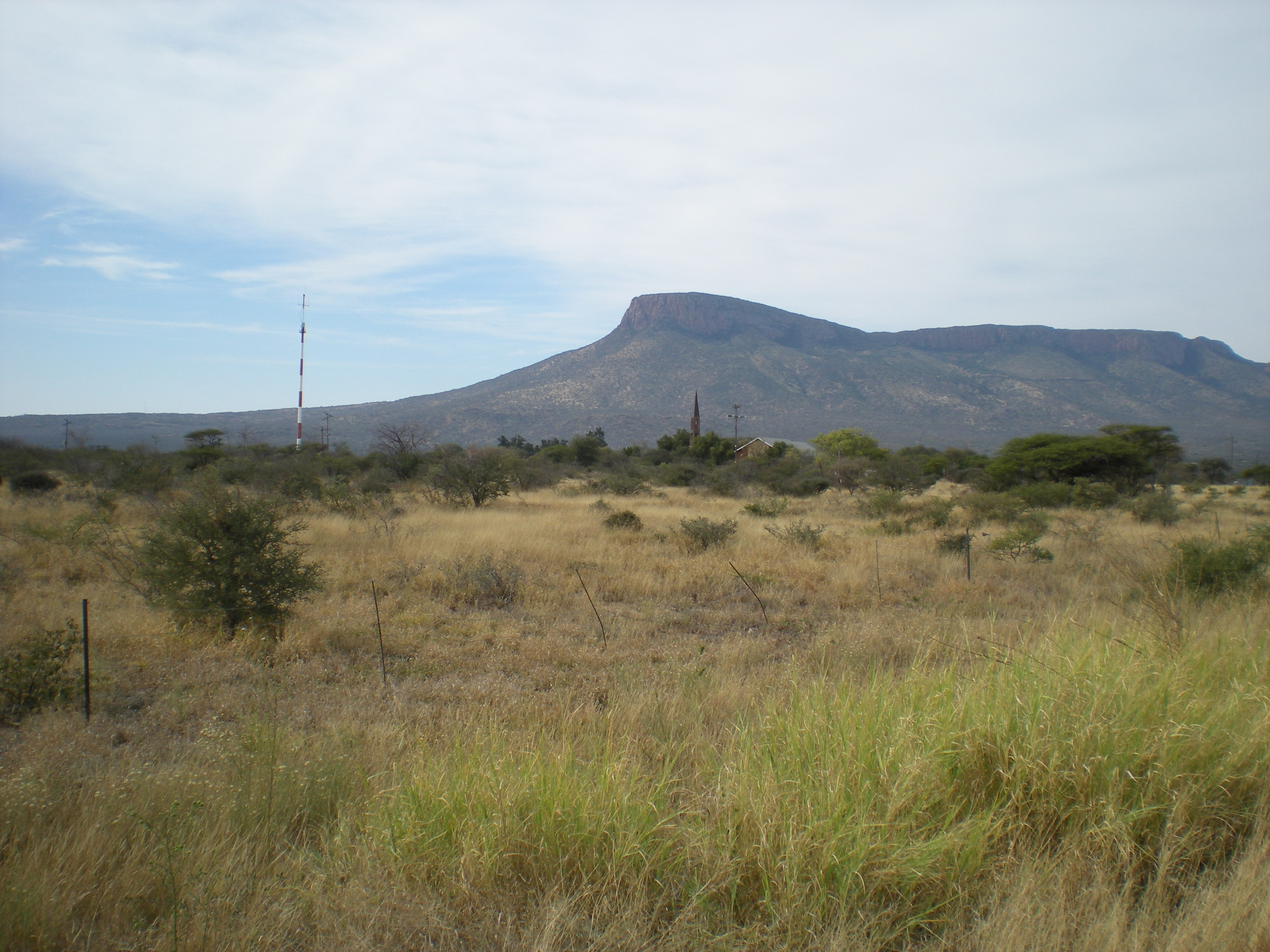

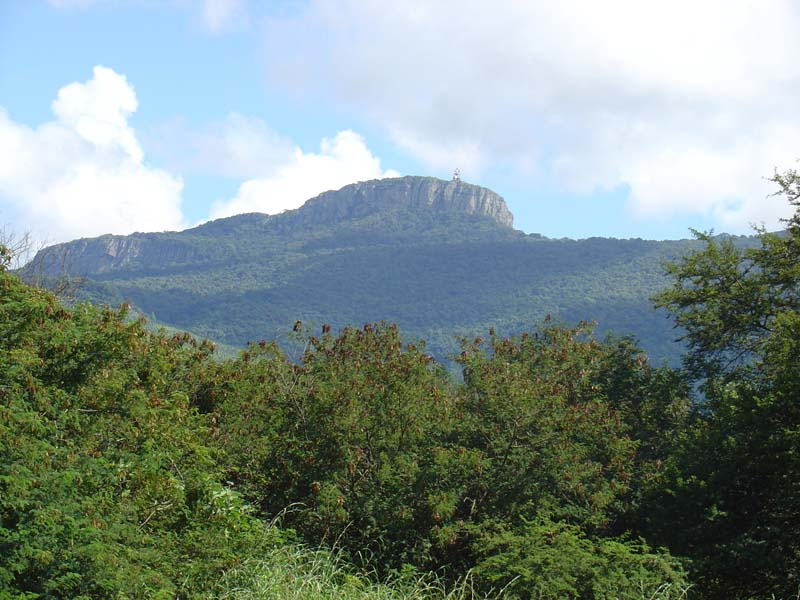

索特潘斯山脈是南非的山脈，位於該國東北部，由林波波省負責管轄，長170公里、寬50公里，面積6,800平方公里，最高點海拔高度1,748米，山體在1.5億年前形成。

## 外部連結
- The Soutpansberg[永久]
- Soutpansberg Endemic Flora （页面存档备份，存于）
- Land of the Venda
- Game & Nature Reserves in Soutpansberg, Limpopo （页面存档备份，存于）